# Tony Hunter
Tony Hunter (Ashford , condado de Kent, Reino Unido, 1943) es un oncólogo británico.

## Biografía
Nacido en Ashford  en 1943, se doctora en biología por la Universidad de Cambridge en 1969. Inicia sus estudios sobre los genes que regulan el crecimiento celular, descubriendo en 1979 la fosforilación de las tirosinquinasas, descubrimiento que va a abrir las puertas a la investigación de esta enzimas y su papel en el desarrollo y crecimiento de las células causantes del cáncer. El conocimiento de la tirosinquinasa ha sido un factor determinante en el desarrollo de una nueva generación de fármacospara el tratamiento del cáncer.
En la actualidad, Hunter desarrolla su actividad investigadora en el laboratorio de biología molecular y celular del Salk Institute, en La Jolla, California (Estados Unidos). 
Es miembro de la Academia Estadounidense de las Artes y las Ciencias, de la Royal Society of London y de la Organización Europea de Biología Molecular.
En 2004 fue galardonado con el Premio Príncipe de Asturias de Investigación Científica y Técnica, junto con Judah Folkman, Joan Massagué Solé, Bert Vogelstein y Robert Weinberg, por el descubrimiento de enzimas que permite conocer mejor la transmisión de las señales que activan el proceso cancerígeno, que constituyen una herramienta fundamental para el desarrollo de nuevos fármacos de notable eficacia en la lucha contra el cáncer.
Ha sido galardonado junto con Charles Sawyers y Joseph Schlessinger con el Premio Fundación BBVA Fronteras del Conocimiento 2014 en la categoría de Biomedicina  por “recorrer el camino que ha llevado al desarrollo de una nueva clase de eficaces fármacos contra el cáncer”.